# St. Johannis (Neukirchen/Triftern)

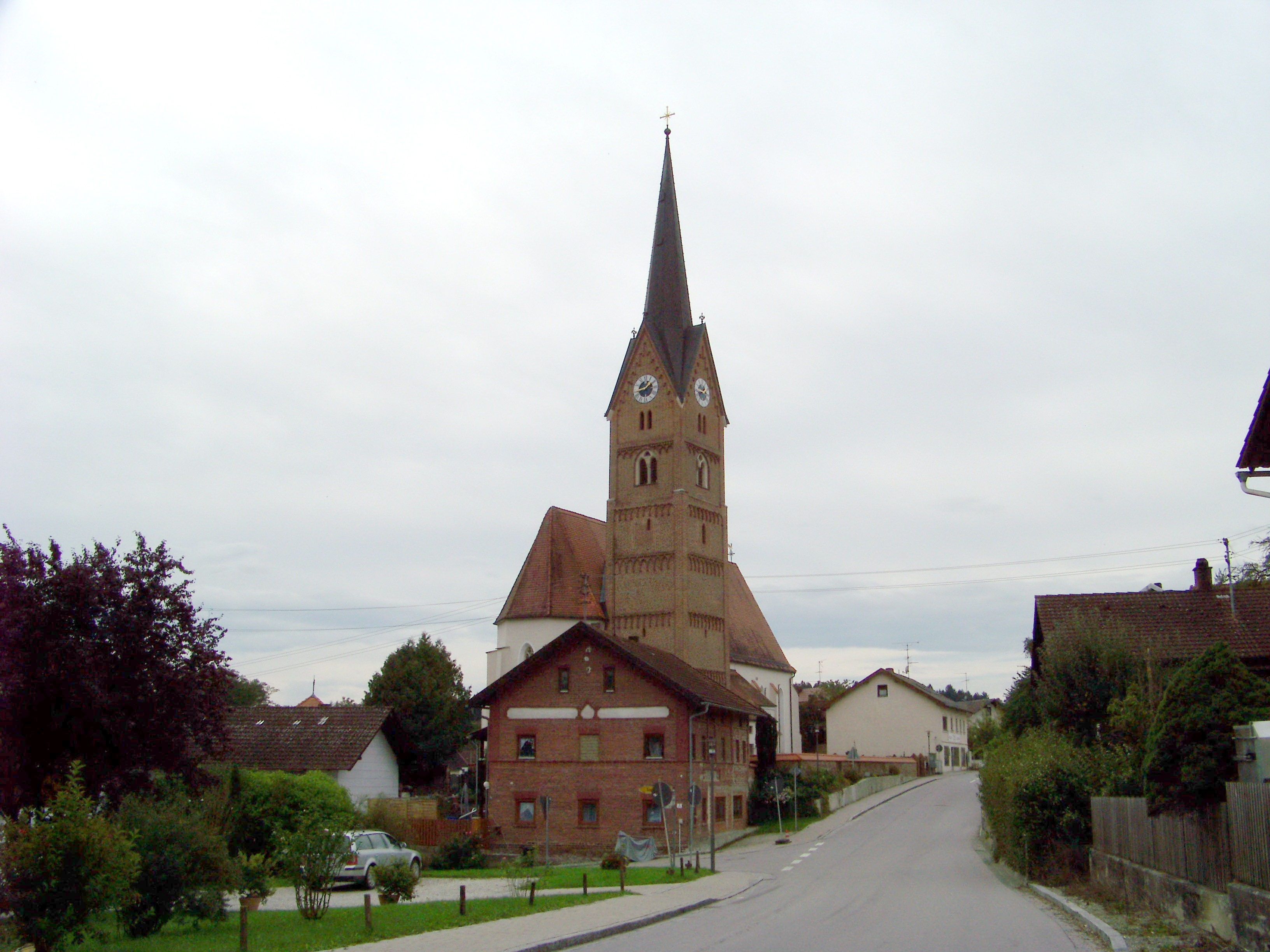
St. Johannis (Neukirchen/Triftern)

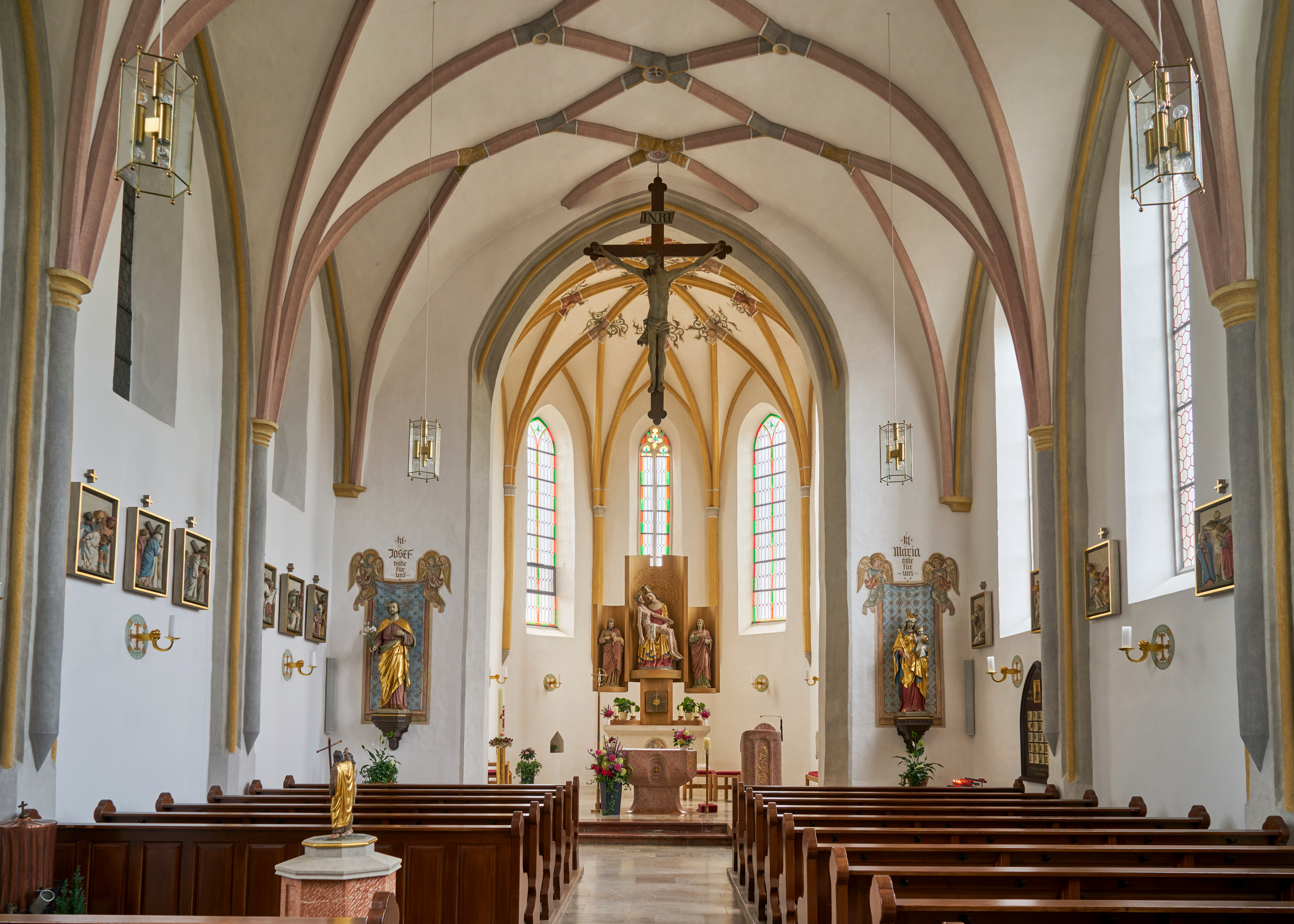
Innenansicht nach Osten

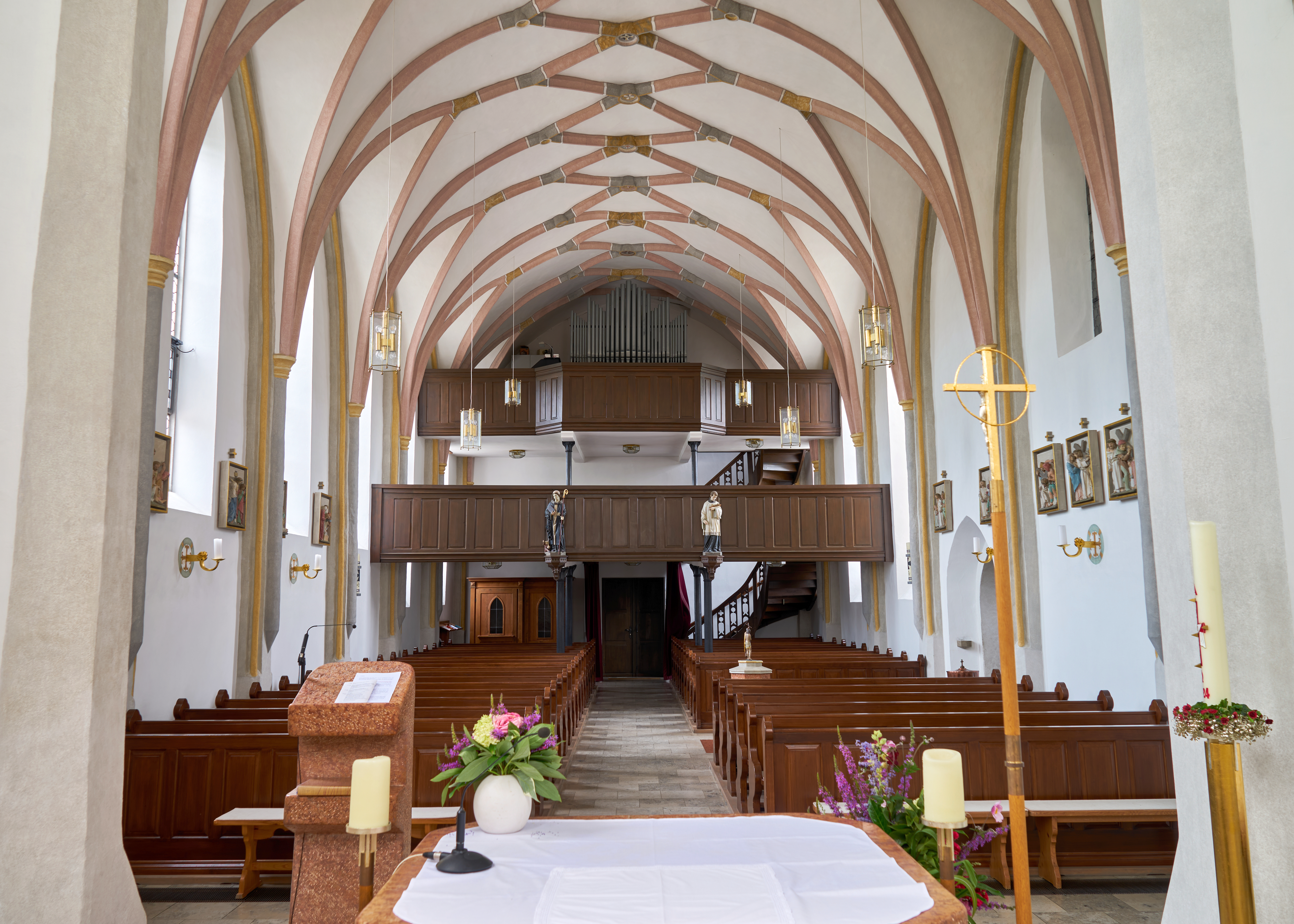
Innenansicht nach Westen

Die römisch-katholische Pfarrkirche St. Johannis ist eine gotische Saalkirche im Ortsteil Neukirchen von Triftern im niederbayerischen Landkreis Rottal-Inn. Sie gehört zum Pfarrverband Triftern im Dekanat Pfarrkirchen des Bistums Passau.

## Geschichte und Architektur
Neuenkirchen wird erstmals im Jahr 1333 erwähnt, es wird allerdings zunächst ein hölzerner Vorgängerbau der damaligen Filialkirche der Pfarrei Triftern vermutet, die 1866 zur Expositur und 1886 zur Pfarrei Neukirchen bei Pfarrkirchen wurde.
Die einschiffige Kirche ist in den für die Region typischen Formen des späten 15. Jahrhunderts gestaltet, wobei der ältere Turm an der Nordseite des Chores in Backsteinmauerwerk mit einbezogen wurde. Die unteren Teile werden noch dem Übergangsstil von Romanik zur Gotik zugerechnet. Der Turm zeigt an vier Geschossen gestelzte Spitzbogenfriese zwischen Ecklisenen. Das folgende Geschoss zeigt mit Giebelfries und Deutschem Band sowie gekuppelten Schallöffnungen spätgotische Formen, das abschließende Geschoss ist neugotisch mit einem Spitzhelm über Giebeln.
Im Innern ist am Chorbogen zu erkennen, dass ältere Bauteile eines Vorgängerbauwerks mit einbezogen wurden. Im Jahr 1914 wurde die Kirche um zwei Joche nach Westen erweitert, wobei das Langhausgewölbe weitgehend erneuert wurde. Der eingezogene Chor ist deutlich höher als das Langhaus. Beide Raumteile werden mit Netzgewölben abgeschlossen. An den Schnittpunkten der Rippen des Chorgewölbes sind kleine tellerförmige Schlusssteine angebracht, in den Feldern finden sich Rankenmalereien aus den Jahren um 1500.
Nachdem das Kircheninnere in den Jahren 1690/91 barockisiert worden war, wurde die Kirche 1881 wieder regotisiert, wobei ein neugotischer Hochaltar und zwei Seitenaltäre geschaffen wurden. Diese neugotische Ausstattung wurde ihrerseits bei einer Renovierung in den Jahren 1956/1957 wieder entfernt und ein neuer Altaraufbau mit dem gotischen Vesperbild geschaffen. In den Jahren 1982/1983 wurde die gesamte Innenausstattung mit Altar, Ambo, Tabernakel und Apostelleuchter nochmals unter Beibehaltung des Vesperbilds erneuert.

## Ausstattung
Eine künstlerisch wertvolle Skulptur ist das Vesperbild aus der Zeit um 1350, das auf dem neuen künstlerisch anspruchslosen Hochaltar steht. Der abgezehrte Korpus Christi ist mit traubenförmigen Wundmalen dargestellt. Neuere Restaurierungen brachten die Erkenntnis, dass zu barocker Zeit Eingriffe an den Köpfen, am Hals der Maria und am Schleier vorgenommen worden sind. Im Jahr 1956 gelangte dieses Schnitzwerk aus einem Bauernhaus in die Kirche; es stammt angeblich aus dem Kapuzinerkloster Braunau am Inn. Die Orgel ist ein Werk von Ludwig Eisenbarth aus dem Jahr 1958 mit 14 Registern auf zwei Manualen und Pedal.